# Acento (métrica)
En la poesía, el acento es un recurso estilístico asociado al ritmo que marca la regularidad de los apoyos de tiempo y que se realiza al final de un verso.
El acento prosódico es un relieve de la voz al hablar, mediante el cual se destaca una sílaba dentro de una palabra, consistiendo, en el idioma castellano, en una energía articulatoria más destacada en la línea melódica. Este elemento es uno de los factores en los que se basa el ritmo en la poesía, tanto en castellano como en otros idiomas en los que el acento prosódico es significativo; otras poéticas (por ejemplo, las clásicas griega y latina) basan el ritmo en la cantidad, al ser la diferencia entre sílabas breves y largas más importante que la acentual.
En estos versos alejandrinos que siguen, de Sonatina (poema de Rubén Darío), podemos ver el uso del acento con finalidad rítmica en las sílabas tercera, sexta, décima y decimotercera, como corresponde, en concreto al verso alejandrino anapéstico o dactílico. La repetición del acento en esas dos sílabas principalmente proporciona una cadencia muy marcada. Hablamos en este caso de acento rítmico:

La princesa está triste... ¿qué tendrá la princesa?
Los suspiros se escapan de su boca de fresa,
que ha perdido la risa, que ha perdido el color.
La princesa está pálida en su silla de oro,
está mudo el teclado de su clave sonoro;
y en un vaso, olvidada, se desmaya una flor.
fragmento de Sonatina (Prosas profanas) de Rubén Darío

## Tipos de acentos
Según su posición en el verso y en la estructura rítmica podemos hablar de distintos tipos de acentos:

### Acento rítmico
El acento rítmico es el que viene exigido por el modelo del verso, si bien podemos encontrar diversas consideraciones para un mismo verso o estrofa dependiendo del movimiento literario o incluso entre autores. 
Este acento ha recibido y recibe otros nombres, como acento constitutivo o constituyente, acento obligado u obligatorio, acento dominante, acento esencial, acento estrófico secundario (si no se refiere al acento final), acento fijo interior, acento fundamental, acento inevitable, acento principal, acento prominente y acento versal o del verso.
Las palabras interiores que llevan un acento rítmico adquieren una importancia mayor, al quedar más marcadas, por lo que es recomendable que se usen palabras más significativas para el poema.

#### Acento final
El acento rítmico indispensable es el llamado acento final, que recae en castellano sobre la penúltima sílaba métrica del verso; para entender esto hay que tener en cuenta que en la versificación castellana si la palabra es esdrújula sólo cuentan como una las dos últimas sílabas y si es aguda se contabiliza una sílaba más; este es el motivo por el que este acento siempre recae en la penúltima sílaba a efectos métricos. En otras poéticas, como por ejemplo en la del valenciano, la última sílaba métrica es la acentuada, no contándose ninguna por detrás de esta, con lo que un verso endecasílabo en castellano equivale a uno decasílabo en valenciano. También se lo conoce como acento axial, acento estrófico, acento nato, acento necesario, acento primario, acento regulador o acento constante.
Veamos un ejemplo:
Unas coplas muy cansadas,
con muchos pies arrastrando,
a lo toscano imitadas,
entró un amador cantando,
enojosas y pesadas
Inicio de Visita de amor, de Cristóbal de Castillejo.
Vemos que el acento final recae en cansadas, arrastrando, imitadas, cantando y pesadas; se trata por tanto de versos llanos o paroxítonos ya que son versos octosílabos. Gráficamente la acentuación final sería así:
___ ___ ___ ___ ___ ___ _´_ ___
___ ___ ___ ___ ___ ___ _´_ ___
___ ___ ___ ___ ___ ___ _´_ ___
___ ___ ___ ___ ___ ___ _´_ ___
___ ___ ___ ___ ___ ___ _´_ ___

### Acento extrarrítmico
Se trata de un acento situado en posición interior del verso, si bien no en una de las posiciones consideradas rítmicas; es decir, no es uno de los acentos constitutivos del esquema del modelo de verso. También es llamado acento accesorio, acento accidental, acento arrítmico, acento auxiliar, acento facultativo, acento innecesario, acento intermedio, acento potestativo, acento subsidiario, acento superfluo, acento supernumerario, acento suplementario, acento variable, acento ventajoso o acento libre. Veamos un ejemplo:
Admiróse un portugués
de ver que en su tierna infancia
todos los niños en Francia
supiesen hablar francés.
«Arte diabólica es» 
dijo, torciendo el mostacho,
«que para hablar en gabacho,
un fidalgo en Portugal
llega a viejo, y lo habla mal;
y aquí lo parla un muchacho». 
Saber sin estudiar, de Nicolás Fernández de Moratín.
En el poema de Moratín padre, una décima antigua, por tanto en versos octosílabos (recordemos que en el caso de las palabras agudas al final de verso contamos una sílaba más a efectos métricos), podemos ver los siguientes acentos, verso a verso:
1. ___ ___ _´_ ___ ___ ___ _´_       Sílabas 3, 7
2. ___ _´_ ___ ___ _´_ ___ _´_ ___ Sílabas 2, 5, 7
3. _´_ ___ ___ _´_ ___ ___ _´_ ___ Sílabas 1, 4, 7
4. ___ _´_ ___ ___ _´_ ___ _´_       Sílabas 2, 5, 7
5. _´_ ___ ___ _´_ ___ ___ _´_       Sílabas 1, 4, 7
6. _´_ ___ ___ _´_ ___ ___ _´_ ___ Sílabas 1, 4, 7
7. ___ _´_ ___ _´_ ___ ___ _´_ ___ Sílabas 2, 4, 7
8. ___ ___ _´_ ___ ___ ___ _´_    Sílabas 3, 7
9. _´_ ___ _´_ ___ _´_ ___ _´_       Sílabas 1, 3, 5, 7
10. ___ _´_ ___ _´_ ___ ___ _´_ ___ Sílabas 2, 4, 7

El acento en la séptima sílaba es el acento rítmico conocido como acento final (víd. supra). La variedad de las colocaciones nos hace pensar que el resto de acentos es extrarrítmico, si bien de acuerdo al esquema de acentuación dactílica (víd. supra) los acentos de la sílaba cuarta serían rítmicos.
Los acentos extrarrítmicos no son fundamentales, en el sentido de que el ritmo descansa en los llamados por ello rítmicos; sin embargo, de su uso y del mantenimiento de una regularidad más o menos acusada en este tipo de acentos crearán un ritmo u otro y hablarán de la maestría o el cuidado del poeta.

### Acento antirrítmico
El acento antirrítmico es aquel que ocupa la sílaba inmediatamente anterior a la de un acento rítmico. También se lo conoce como acento antiversal, acento obstruccionista o acento perjudicial. Podemos ver un ejemplo:
no sólo en plata o vïola troncada
se vuelva, mas tú y ello juntamente
en tierra, en polvo, en humo, en sombra, en nada.
Último terceto del soneto Mientras por competir por tu cabello, de Luis de Góngora.
En el segundo verso (verso 13 del soneto), recae un acento antirrítmico en la sílaba tú, que precede al acento rítmico en la sílaba sexta.
El uso de dos acentos seguidos puede resultar cacofónico, pero es un recurso de énfasis, con lo que el significado de una palabra puede quedar remarcado dentro del verso.

#### Acento antiestrófico
El acento antiestrófico es aquel que se encuentra en la sílaba inmediatamente anterior al último acento rítmico, es decir, el acento final (víd. supra). Se trata, por tanto, de un tipo especial de acento antirrítmico.
Veamos un ejemplo:
Alfonso, vuestro noble y grave canto,
con quien de eternos giros la armonía
asuena, celebrar de la luz mía
debiera la belleza que honro y canto;
Primer cuarteto del soneto A Alfonso Ramírez de Arellano, autor de un soneto en su elogio de Fernando de Herrera.
En el tercer verso la palabra luz es portadora de un acento antiestrófico, ya que el acento final recae en mía, palabra que soporta la rima.
El acento antiestrófico puede resultar cacofónico o áspero, al resaltar esta palabra quitándole protagonismo al acento rítmico. Estilísticamente puede usarse para hacer más visible un concepto (el de luz en el ejemplo del soneto herreriano), al igual que el acento antirrítmico.

### Acento secundario
El acento secundario, también llamado acento artificial, acento latente o acento débil, es el de las sílabas átonas que lo adquieren en virtud de su posición en el verso. Se puede dar en palabras extensas o bien en series de sílabas átonas. En composiciones de marcado ritmo este tipo de acentuación adquiere gran importancia para su mantenimiento en las posiciones interiores. Veamos un ejemplo:
Venus Divina, madre de placeres   
baja de tu mansión afortunada,   
pues miras esta mesa coronada   
de la brillante flor de las mujeres. 
Primera estrofa del soneto Brindando a las damas de Juan Bautista Arriaza.
Siguiendo una preceptiva estricta, propia del Neoclasicismo en el que se inscribe, Arriaza usa un endecasílabo muy estricto, pues no sólo toma el subtipo enfático del tipo a maiori, sino que va más allá, ya que este tipo de verso se acentúa en la cuarta, sexta y décima sílabas y él le añade un acento en la primera. Los acentos del primer verso son todos rítmicos normales, pero ya en el segundo vemos como el adjetivo posesivo átono tu recibe el acento rítmico de la sílaba cuarta: ese es un acento secundario. En los otros dos versos vemos otros ejemplos. (Además en la ejemplificación de la acentuación simétrica vemos cómo esta se mantiene en la composición de Garcilaso merced a este acento secundario.)

## Tipos de versos según la acentuación

### Según el acento final
Según la acentuación de la palabra final del verso (víd. sub acento final), este puede ser oxítono o terminado en palabra aguda; paroxítono o terminado en palabra llana o grave y proparoxítono o terminado en palabra esdrújula o sobreesdrújula. En español el verso más abundante es el paroxítono, ya que son más abundantes las palabras llanas en la lengua.

### Según la disposición de los acentos
Según la disposición de los acentos, algunos autores hablan de acentuación simétrica o asimétrica:

#### Acentuación simétrica
Encontramos acentuación simétrica en aquellos versos en los que los acentos rítmicos se distribuyen de forma que las sílabas átonas entre ellos sean siempre las mismas. Esta acentuación crea un ritmo muy marcado; cuando se une a una versificación isosilábica (mismo número de sílabas en todos los versos) se puede producir un efecto de monotonía. Es muy frecuente en el caso de las canciones, en las que la acentuación acompaña a la rima. Veamos un ejemplo clásico:
Echado está por tierra el fundamento 
que mi vivir cansado sostenía. 
¡Oh cuánto bien se acaba en solo un día! 
¡Oh cuántas esperanzas lleva el viento! 
¡Oh cuán ocioso está mi pensamiento 
cuando se ocupa en bien de cosa mía! 
A mi esperanza, así como a baldía, 
mil veces la castiga mi tormento. 
Las más veces me entrego, otras resisto 
con tal furor, con una fuerza nueva, 
que un monte puesto encima rompería. 
Aqueste es el deseo que me lleva, 
a que desee tornar a ver un día 
a quien fuera mejor nunca haber visto.
Soneto Echado está por tierra el fundamento de Garcilaso de la Vega.
En este cuidado soneto apreciamos acentuación en todas las sílabas pares (2, 4, 6, 8 y 10), lo que da acentuación simétrica ya que sólo se deja una sílaba átona entre acento y acento. Nótese que para mantener esta acentuación Garcilaso echa mano de acentos secundarios (víd. sub), por ejemplo lo encontramos en la sílaba octava del primer verso, en la segunda y octava en el segundo, la cuarta del cuarto, etc.
Algunos recursos, como la anáfora (recurso que consiste en la repetición de una palabra al inicio de verso) o el paralelismo (en el que se repiten frases o estructuras sintácticas), ayudan a la acentuación simétrica de los versos, así como al mantenimiento de una estructura rítmica fija o de cualquier otra forma adecuada.

#### Acentuación asimétrica
Esta otra acentuación se da en los versos en los que las sílabas átonas no se encuentran distribuidas uniformemente entre los acentos rítmicos. La acentuación asimétrica hace que el ritmo no sea tan marcado, con lo que se asocia más con la versificación no isosilábica así como con la heterosilábica (la que une versos de distintas medidas, es decir, de diferente número de sílabas). Veamos un ejemplo:
Yo soy un hombre sincero
De donde crece la palma.
Y antes de morirme quiero
Echar mis versos del alma.
Yo vengo de todas partes,
Y hacia todas partes voy:
Arte soy entre las artes,
En los montes, monte soy.
Dos primeras cuartetas del Poema I del libro Versos Sencillos de José Martí.
1. Sílabas 1, 2, 4, 7
2. Sílabas 2, 4, 7
3. Sílabas 1, 5, 7
4. Sílabas 2, 4, 7
5. Sílabas 1, 2, 5, 7
6. Sílabas 1, 3, 5, 7
7. Sílabas 1, 3, 7
8. Sílabas 3, 5, 7

## Tipos de ritmos según la acentuación
Al hablar de ritmo en poesía encontramos cuatro tipos de ritmo, a saber, ritmo de cantidad, ritmo de intensidad, ritmo de tono y ritmo de timbre. El ritmo que viene marcado por la acentuación es el ritmo de intensidad, a diferencia del de cantidad (número de sílabas métricas), el de tono (marcado por la entonación, las pausas o la longitud de los grupos fónicos) o el de timbre (marcado principalmente por la rima). 
Existen fundamentalmente dos tipos de ritmos en el verso español, cuya nomenclatura viene heredada de la versificación griega a través de la latina. Si bien en estas lenguas lo importante era la duración, en castellano lo es la acentuación y el tipo de ritmo depende de si dividimos el verso en partes de dos sílabas: el que procura acentuar las sílabas impares o ritmo trocaico (_U) y el que procura acentuar las pares, o ritmo yámbico (U_). Si por el contrario dividimos el verso en grupos de tres sílabas tenemos tres tipos de ritmos: el ritmo dactílico (_UU), el anfibráquico (U_U) y el anapéstico (UU_), donde la raya representa a la sílaba acentuada, según los pies que imitan los de la poesía grecolatina clásica: el dáctilo, el anfíbraco y el anapesto.